# アルキルジアミノエチルグリシン
アルキルジアミノエチルグリシン（Alkyldiaminoethylglycine）とは、両性界面活性剤であり、殺菌作用および洗浄作用を有する。
医療機器や手術室・病室等の消毒の他、手指・皮膚・手術部位（皮膚・粘膜・創傷部位）の消毒にも用いられる。

## 参考資料
1. ↑  “ハイジール消毒用液10% 添付文書”. www.info.pmda.go.jp. 2021年12月8日閲覧。